# 祖斯馬·莫斯基拉
祖斯馬·莫斯基拉·安古路（Josimar Mosquera Angulo，1982年10月12日—），哥倫比亞足球運動員，司職後衛。
莫斯基拉在阿根廷球會葛度爾古斯開始他的職業生涯。 2005年，他是球隊贏得2005年阿根廷聯賽的一分子，並取得升班資格。
在2006年加盟學生隊，在他的第一個賽季就贏得2006年阿根廷甲組聯賽冠軍，但莫斯基拉在一旁看著，因為他沒有參加任何一線隊比賽。
在2007年莫斯基拉取得突破，進入了一線隊，在2-0戰勝班菲特取得了他唯一的入球。在季後，他搬到沙蘭迪兵工廠。
在2009年莫斯克拉加盟沙地球會艾希利。

## 榮譽
| 球季 | 球會         | 榮譽              |
| ---- | ------------ | ----------------- |
| 2005 | 葛度爾古斯   | 阿根廷乙組聯賽    |
| 2007 | 沙蘭迪兵工廠 | Copa Sudamericana |

## 連結
- （西班牙文） Argentine Primera statistics
- Career details （页面存档备份，存于） at National Football Teams